# 1996년 하계 올림픽 미국 선수단
미국은 조지아주 애틀란타에서 열린 1996년 하계 올림픽 개최국이었다. 646명의 선수가 31개의 종목에 참가했다.